# Bouchra Chaâbi
Bouchra Chaabi (sinh ngày 22 tháng 9 năm 1980 tại Bougargouh) là một vận động viên chạy đường dài Ma-rốc, chuyên về môn trượt dốc 3000 mét.
Cô đã ra mắt Olympic tại Thế vận hội 2000 Sydney, chạy trong 10.000 mét. Năm đó cô đã là người giành huy chương đồng trong sự kiện tại Giải vô địch châu Phi năm 2000 về điền kinh. Cô đã lọt vào top hai mươi trong cuộc đua ngắn tại mọi Giải vô địch xuyên quốc gia IAAF từ 2002 đến 2006. Cô cũng bắt đầu thi đấu ở nội dung trượt dốc 3000 mét và trở thành nhà vô địch châu lục với chiến thắng huy chương vàng tại Giải vô địch châu Phi năm 2004.
Cô đã giành chiến thắng trong cuộc thi chạy việt dã Eurocross năm 2004. Chaâbi tiếp tục giành huy chương đồng 5000 mét tại Thế vận hội Pan Arab 2004 vào cuối năm đó. Cô đã chuyển sang môn trượt dốc 3000 m cho Giải vô địch thế giới về điền kinh năm 2005 và đã hoàn thành thứ mười trong trận chung kết sự kiện. Năm đó, cô ấy là 5000   m huy chương bạc tại Jeux de la Francophonie năm 2005 sau đồng hương Zhor El Kamch. Cô đã giành huy chương đồng dốc đứng tại Giải vô địch châu Phi năm 2006 về điền kinh. Cô đã chạy 1500 mét tại Giải vô địch thế giới năm 2007 về điền kinh nhưng đã bị loại trong thời gian nóng. Cô đã thi đấu trên cùng một khoảng cách cho Ma-rốc tại Thế vận hội Mùa hè 2008, nhưng không vượt qua vòng đầu tiên một lần nữa.
Mùa 2009 của cô được đánh dấu bằng huy chương vàng 5000 m và bạc 10.000 m tại Jeux de la Francophonie. Cô quản lý vị trí thứ hai tại Cross de la Constitución năm 2010 vào tháng 12, đứng sau Mónica Rosa.

## Thành tựu
| Năm                | Giải đấu                | Địa điểm           | Thứ hạng           | Nội dung           | Chú thích          |
| Representing Maroc | Representing Maroc      | Representing Maroc | Representing Maroc | Representing Maroc | Representing Maroc |
| ------------------ | ----------------------- | ------------------ | ------------------ | ------------------ | ------------------ |
| 2000               | African Championships   | Algiers, Algérie   | 3rd                | 10,000 m           | 34:08.79           |
| 2000               | Olympic Games           | Sydney, Australia  | 38th (q)           | 10,000 m           | 34:49.35           |
| 2002               | African Championships   | Radès, Tunisia     | 6th                | 5000 m             | 16:28.02           |
| 2004               | African Championships   | Brazzaville, Congo | 5th                | 1500 m             | 4:26.35            |
| 2004               | African Championships   | Brazzaville, Congo | 1st                | 3000 m st.         | 9:53.46            |
| 2004               | Pan Arab Games          | Algiers, Algeria   | 3rd                | 5000 m             | 16:21.17           |
| 2005               | World Championships     | Helsinki, Phần Lan | 10th               | 3000 m st.         | 9:47.62            |
| 2005               | Jeux de la Francophonie | Niamey, Niger      | 2nd                | 5000 m             | 16:21.54           |
| 2006               | African Championships   | Bambous, Mauritius | 3rd                | 3000 m st.         | 10:11.52           |
| 2007               | Pan Arab Games          | Cairo, Ai Cập      | 4th                | 1500 m             | 4:26.41            |
| 2007               | Pan Arab Games          | Cairo, Ai Cập      | 4th                | 5000 m             | 19:15.90           |
| 2009               | Jeux de la Francophonie | Beirut, Lebanon    | 1st                | 5000 m             | 16:23.05           |
| 2009               | Jeux de la Francophonie | Beirut, Lebanon    | 2nd                | 10,000 m           | 35:32.87           |

### Thành tích cá nhân tốt nhất
- 1500 mét - 4: 03,62 phút (2007)
- 3000 mét - 8: 48,00 phút (2006)
- 5000 mét - 15: 21,32 phút (2004)
- 10.000 mét - 32: 17,7 phút (2000)
- Bán marathon - 1:17:45 giờ (2003)
- Dốc 3000 mét - 9: 30,35 phút (2004)